# Polyrhachis rufipalpis
Polyrhachis rufipalpis é uma espécie de formiga do gênero Polyrhachis, pertencente à subfamília Formicinae.